# Viaggio sentimentale
Viaggio sentimentale (A Sentimental Journey through France and Italy) è un'opera di Laurence Sterne, scritta e pubblicata nel 1768, poco prima della morte dell'autore. Nell'opera figurano vari personaggi ripresi dal precedente Vita e opinioni di Tristram Shandy.

## Trama
Il protagonista e narratore in prima persona è il reverendo Yorick, sostanzialmente un alter ego dell'autore (lo pseudonimo è tratto dall'omonimo personaggio dell'Amleto di Shakespeare). Yorick ha concluso un viaggio attraverso la Francia e l'Italia, e vuole darne conto con l'opera, indirizzata all'amico Eugenius (pseudonimo sotto cui probabilmente Sterne alludeva all'amico John Hall-Stevenson). Ma Yorick ama viaggiare soprattutto all'interno di se stesso, dei propri sentimenti, delle proprie emozioni, e di questi vuole dare conto al lettore, che invano cercherebbe nel suo "diario di viaggio" minute descrizioni di paesaggi, città e monumenti famosi.
Il viaggio di Yorick inizia a Calais, dove incontra un frate francescano che chiede l'elemosina per il suo convento. Visita poi Montreuil-sur-Mer, ove assume un servitore che lo accompagni, un giovane di nome La Fleur. Soggiorna quindi a Parigi, ove – in quanto cittadino britannico sprovvisto di passaporto – rischia di essere imprigionato alla Bastiglia. Si reca perciò a Versailles per ottenere il documento dal Conte di C***, che glielo procura rapidamente.

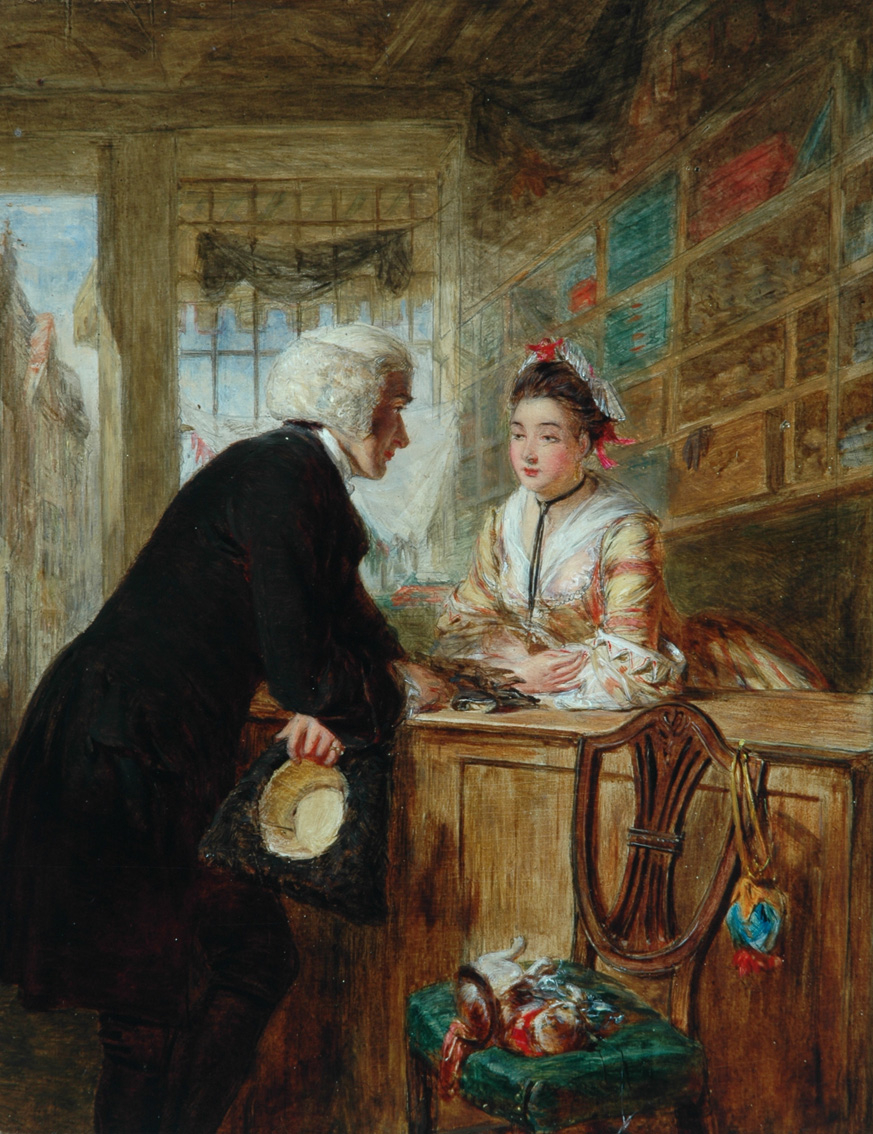
Yorick e la grisette, una delle scene umoristiche con doppi sensi del romanzo

Yorick fa ritorno a Parigi, ove sosta ancora qualche giorno per poi proseguire verso il sud e l'Italia. Fa quindi tappa da una conoscente a Moulins. Superata Lione, trascorre la notte in una locanda ove è rimasta una sola stanza, che deve perciò condividere con una signora e la sua domestica. Poiché Yorick non riesce a dormire e infrange involontariamente la sua promessa di rimanere in silenzio durante la notte, ne segue una discussione con la signora. Nella confusione, afferra accidentalmente la mano della cameriera. A questo punto l'opera si conclude.

### Conclusione
La vicenda ha andamento perlopiù episodico, e comunque non ha una vera e propria conclusione, tanto che a dispetto del titolo il resoconto del "viaggio sentimentale" di Yorick si dipana solo in Francia e non in Italia. L'autore intendeva dedicare probabilmente i primi due volumi alla Francia e gli ultimi due all'Italia, ma ciò non avvenne in quanto interruppe la scrittura sul finire del 1767, a causa della sua malattia: il romanzo fu pubblicato, negli unici due volumi completati, il 27 febbraio 1768, e Sterne morì il successivo 18 marzo. 
La versione italiana, tradotta e curata dal Foscolo contiene un explicit aggiunto dal curatore in cui viene riportato un immaginario epitaffio di Sterne/Yorick.
Giace in un cimitero di Londra presso una lapide con una iscrizione che suona:
QUI · PRESSO
RIPOSA · IL · CORPO
DEL · REVERENDO · LORENZO · STERNE · M. A.
MORTO · L'ANNO · MDCCXXVIII
DELLA · E. S. LIII
AH MOLLITER OSSA QUIESCANT»
(Conclusione posta da Ugo Foscolo alla fine della sua traduzione, con informazioni tratte dalla prefazione di John Hall-Stevenson)

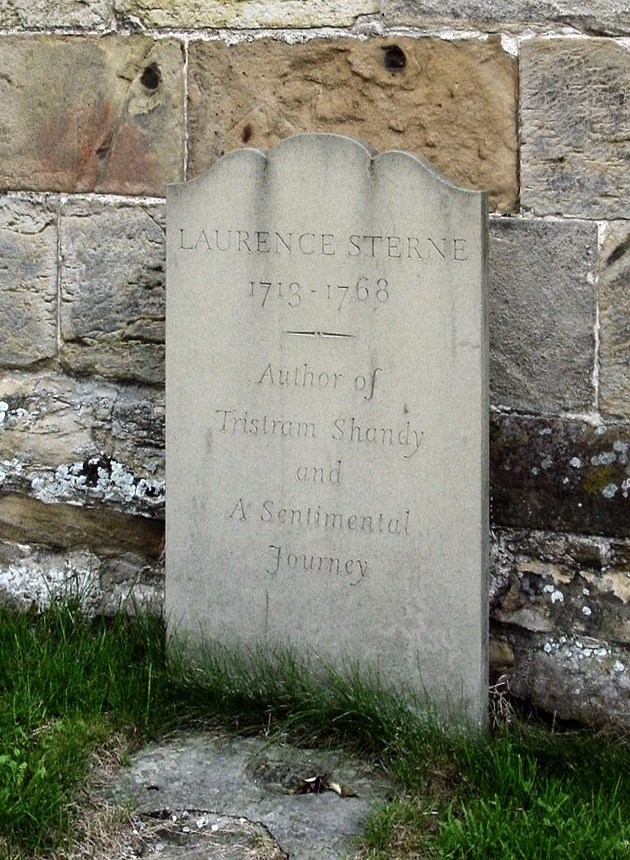
La tomba di Sterne a Coxwold, North Yorkshire, dove giace dal 1769

Un anno dopo la morte dell'autore, fu pubblicata una continuazione del romanzo in altri due volumi, spesso stampata assieme ai due precedenti e preceduta da una prefazione sulla vita di Sterne. Questa continuazione è stata tradizionalmente attribuita – anche se forse a torto – a Hall-Stevenson, e in molti aspetti mostra di non aver inteso il senso del romanzo di Sterne: basti menzionare come gli ultimi due volumi aggiunti non trattino del promesso viaggio in Italia, ma in essi Yorick si volge indietro facendo ritorno verso l'Inghilterra attraversando di nuovo la Francia.

## Composizione
Nel 1765 Sterne aveva viaggiato in Francia e in Italia fino a Napoli; dopo il ritorno decise di descrivere i suoi viaggi da un punto di vista "sentimentale". Il romanzo può essere visto come un epilogo di Vita e opinioni di Tristram Shandy, gentiluomo oltre che una risposta a Travels Through France and Italy (1766) di Tobias Smollett. Sterne aveva incontrato Smollett durante i suoi viaggi in Europa e su di lui modellò il personaggio di Smelfungus.
Sterne lavorò al libro tra la primavera e l'autunno del 1767, più o meno nello stesso periodo in cui usciva il volume IX del Tristram Shandy. Già a Hume, incontrato a Parigi nel 1764, aveva confessato che la sua moda era durata un solo inverno. Sterne sentì la necessità di dedicarsi a una nuova esperienza letteraria. E, in effetti, tanto aveva investito Sterne, in termini di fama, su quell'esempio caleidoscopico di autobiografia incompiuta ed eternamente interrotta che era stato il Tristram Shandy.

### Manoscritti
Dell'opera esistono due manoscritti:
- Uno, olografo, conservato presso la British Library di Londra, si limita al primo volume, con una lacuna che va dal passaggio del capitolo The Remise Door - Calais ("dis[tressed lady...]") fino a tutto il capitolo XVI.
- L'altro, apografo, conservato presso la Pierpont Morgan Library di New York, che comprende entrambi i volumi.

Il secondo manoscritto dovette essere copiato dal primo prima che Sterne ne rivedesse il testo per la pubblicazione.

## La satira delGrand Toure dei racconti di viaggio

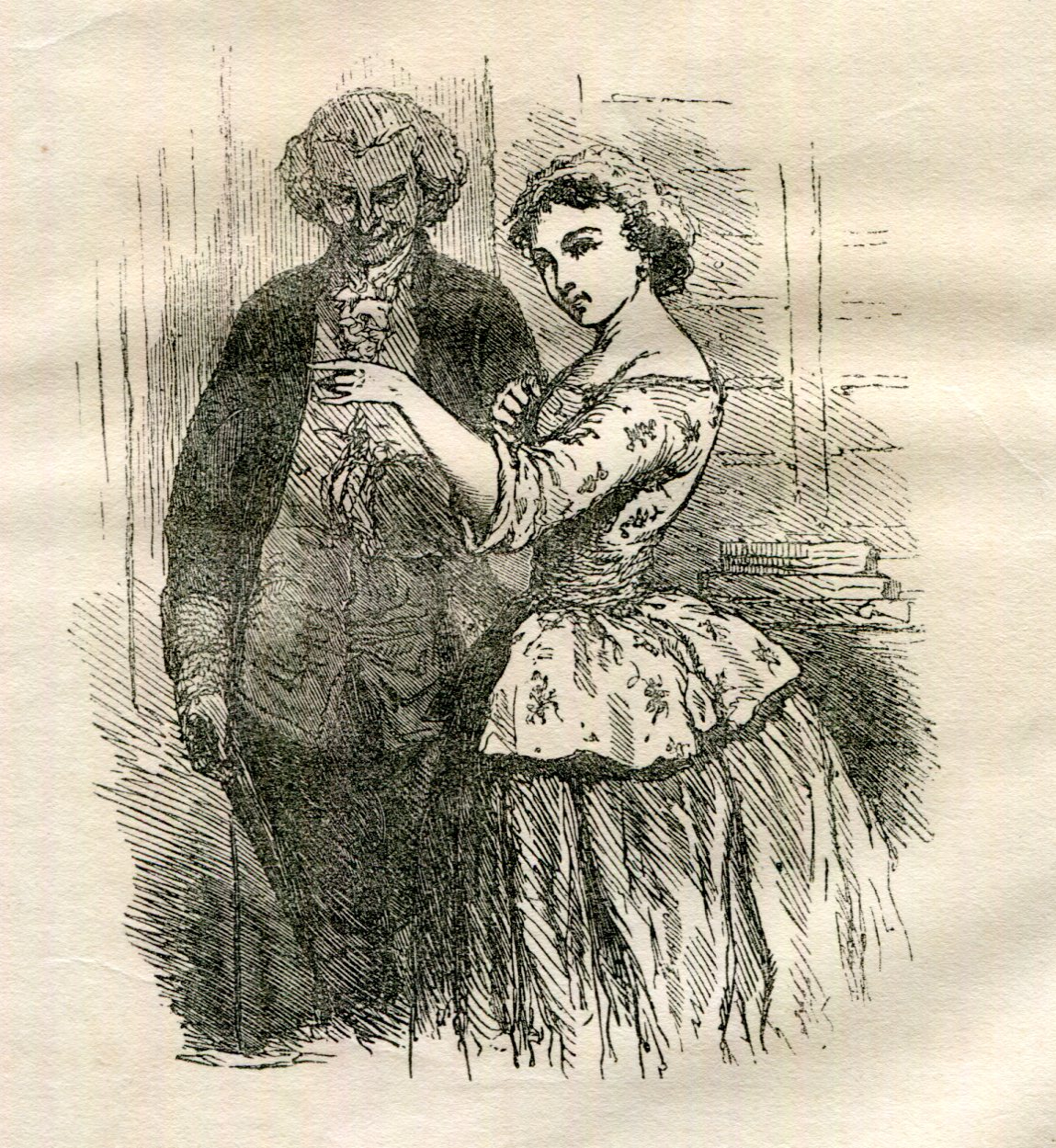
Un episodio de Calais: Yorick con signora de L.

Il Grand Tour era considerato il coronamento dell'educazione dei gentiluomini britannici, quindi la travel literature ("letteratura di viaggio") era, dopo i romanzi, il genere letterario di maggiore successo tra il pubblico.
L'idea di narrare un Grand Tour era venuta a Sterne a proposito del protagonista del Tristram Shandy, libro che aveva poi preso un indirizzo diverso, salvo poi rispolverarla per il vol. VII, con il racconto di un viaggio in Francia.
Il tentativo satirico del Viaggio sentimentale è duplice: esso è indirizzato sia nei confronti della moda del viaggio, sia nei confronti del genere letterario.
La continuità con il Tristram Shandy si realizza tanto sul tema del viaggio quanto, in modo più nebuloso, con la presenza di uno Yorick che, almeno nominalmente, appare essere lo stesso personaggio del precedente libro.
La trasgressione e trasformazione delle norme della travel literature è uno dei punti fondamentali del Viaggio sentimentale. Tali norme erano essenzialmente due: i libri di viaggio dovevano dare conto di leggi, usi, costumi, economia e monumenti artistici dei paesi visitati. Questo programma era stato formalizzato da Daniel Defoe nel suo A tour thro' the Whole Island of Great Britain (1724-1726) e ripetuto da Tobias Smollett in Travels through France and Italy (1766). Anziché di tutto ciò, il libro è volontariamente costellato di trivialities. Le conseguenze di questo atteggiamento dissacrante non furono solo in direzione di un abbattimento della moda (tale operazione era già stata consumata nel Tristram Shandy), ma anche di una maggiore attenzione verso il piccolo e il fugace: gli scrittori che dopo Sterne si dedicheranno alla travel literature non mancheranno di lasciarsi influenzare da questa scelta fondamentale. La seconda norma di questo genere letterario prescriveva all'autore di parlare di sé il meno possibile, cioè quel tanto da assicurare al lettore che il viaggio era stato effettuato davvero e da garantire una seppure esile trama. Nel Viaggio sentimentale, è proprio l'io del viaggiatore ad essere assoluto protagonista della scena. Il libro finisce per essere un diario e, insieme, un autoritratto. Diversi passaggi del Viaggio sentimentale indicano uno scarto fra le esperienze del viaggio e il loro riversarsi in scrittura, ma questo soggettivismo così acuto rende indecidibile il grado di realtà del viaggio di Yorick, facendolo sforare nel regno della fiction.

## Traduzioni
La prima traduzione italiana risale al 1792 e reca il titolo Viaggio sentimentale del Sig. Sterne sotto il nome di Yorick (presso Antonio Zatta e Figli, Venezia) e fu realizzata a partire dalla traduzione francese di Joseph-Pierre Frénais (1769).
Fu però Ugo Foscolo a rendere in italiano il testo prestando la dovuta attenzione filologica, dimostrando una più completa comprensione dello stile sterniano e corredando il testo di proprie annotazioni esplicative. La prima bozza della traduzione viene composta tra il 1805 e il 1807 (in un periodo in cui il poeta risiedeva nel nord della Francia come capitano aggiunto dell'Armata d'Inghilterra al seguito del generale Domenico Pino, nell'ambito dell'invasione del Regno Unito pianificata da Napoleone). Foscolo tornò al lavoro tra l'agosto e il settembre del 1812, mentre si trovava a Firenze. Non ancora soddisfatto del risultato raggiunto, rivide il lavoro nell'inverno tra il 1812 e il 1813: fu questa la versione data alle stampe, a Pisa nel 1813, sotto lo pseudonimo di Didimo Chierico, e seguita dalla Notizia intorno a Didimo Chierico.
Gran parte delle edizioni italiane successive usano la traduzione di Foscolo. G. Ipsevich Bocca tradusse nuovamente l'opera per la UTET nel 1932 e in edizioni successive. Nel 1991 un'edizione critica, a cura di Giancarlo Mazzacurati, è stata pubblicata in due tomi dalla casa editrice Cronopio di Napoli. Un'altra traduzione, di Gian Luca Guerneri, è uscita nel 1996 per la Guaraldi di Rimini e una successiva, a cura di Viola Papetti, nel 2002 per la Marsilio Editori.